# Obaga de la Cogulla
L'Obaga de la Cogulla és una obaga del terme municipal de Conca de Dalt, a l'antic terme d'Hortoneda de la Conca, al Pallars Jussà, en territori que havia estat del poble d'Hortoneda.
Es troba a l'est-sud-est d'Hortoneda, a l'esquerra de la llau de Segan, al nord del Serrat Gros, i a migdia de la Solana del Graller.